# Pillcopata
Pillcopata est une ville péruvienne de la région de Cuzco dans la province, capitale du district de Kosñipata.